# Gaya rubricaulis
Gaya rubricaulis är en malvaväxtart som beskrevs av Henry Hurd Rusby. Gaya rubricaulis ingår i släktet Gaya och familjen malvaväxter. Inga underarter finns listade i Catalogue of Life.